# Bistum Batticaloa
Das Bistum Batticaloa (lat.: Dioecesis Batticaloaensis) ist eine in Sri Lanka gelegene römisch-katholische Diözese mit Sitz in Batticaloa. Es umfasst die Distrikte Batticaloa und Ampara im Osten von Sri Lanka.

## Geschichte
Papst Benedikt XVI. teilt  am 3. Juli 2012 das Bistum Trincomalee-Batticaloa in das Bistum Trincomalee und das Bistum Batticaloa. Erster Ortsordinarius war bis zum 19. August 2024 Joseph Ponniah.

## Weblinks

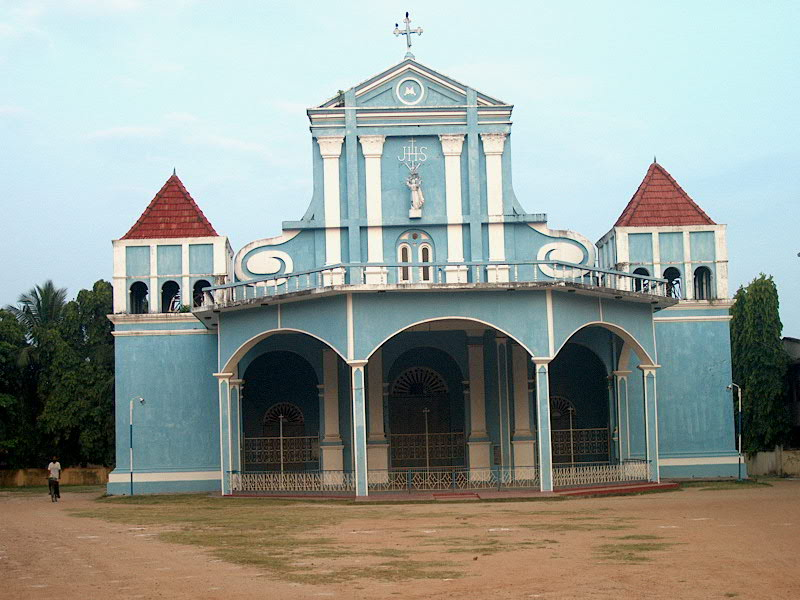
St. Mary’s Cathedral, Batticaloa